# Gleichordnende Indexierung
Bei der gleichordnenden Indexierung (engl. coordinate indexing) werden einem Dokument bei der Indexierung mehrere Deskriptoren unstrukturiert und gleichrangig zugeordnet.
Beispielsweise kann ein Dokument über Lungenkrebs mit den Deskriptoren „Lunge“ und „Krebs“ indexiert werden, wobei die Reihenfolge der Begriffe keine Rolle spielt.
Das Verfahren basiert auf einer Booleschen Algebra, bei der die Dokumente als Mengen von atomaren Deskriptoren beschrieben und durch Boolesches Retrieval wiedergefunden werden können.
Die gleichordnende Indexierung wurde im Wesentlichen Anfang der 1950er Jahre von Mortimer Taube entwickelt und aufgrund der einfachen automatischen Verarbeitung beim Information Retrieval populär (UNITERM-System). Obwohl die gleichordnende Indexierung gegenüber der syntaktischen Indexierung ungenauer ist, wird sie noch häufig eingesetzt, beispielsweise bei vielen Social-Tagging-Systemen.
Da bei der Volltextindexierung in der Regel die Termfrequenz in einem Dokument mit berücksichtigt wird, handelt es sich hierbei nicht um eine gleichordnende Indexierung.

## Beispiel
Export; Import; Italien; Deutschland; Wein; Auto
Problem: Dadurch das die Beziehungen unter den Deskriptoren nicht nachzuvollziehen sind, ist der Inhalt des Dokumentes unklar. Das Dokument kann im ersten Teil den Export von Autos nach Italien beschreiben und im zweiten Teil den Import von Wein nach Deutschland oder umgekehrt. Die Lösung für das Problem liefert die Syntaktische Indexierung.